# Jan Charouz
Jan Charouz (Prága, 1987. július 17. –) cseh autóversenyző.

## Pályafutása
2003 és 2005 között német és olasz formulaautós bajnokságokban versenyzett. 2005 és 2007 között több futamon képviselte hazáját a A1 Grand Prix futamain. 2006-ban megnyerte az International Formula Master bajnokságot.
Charouz 2007 óta a Le Mans Series-ben versenyez. 2009-ben két társával, a szintén cseh Tomáš Enge, valamint a német Stefan Mücke oldalán a sorozat bajnoka lett.
2007 óta vesz részt a Le Mans-i 24 órás autóversenyen. Első versenyén nyolcadik lett, 2008-ban kilencedik, míg a 2009-es versenyen a negyedik helyen ért célba.

## Eredményei

### Teljes az A1 Grand Prix eredménysorozata
| Év      | Csapat     | 1          | 2           | 3       | 4       | 5       | 6       | 7          | 8          | 9       | 10      | 11      | 12      | 13      | 14      | 15      | 16      | 17      | 18      | 19      | 20      | 21         | 22         | Helyezés | Pont |
| ------- | ---------- | ---------- | ----------- | ------- | ------- | ------- | ------- | ---------- | ---------- | ------- | ------- | ------- | ------- | ------- | ------- | ------- | ------- | ------- | ------- | ------- | ------- | ---------- | ---------- | -------- | ---- |
| 2005–06 | Csehország | GBR SPR 18 | GBR FEA Ret | GER SPR | GER FEA | POR SPR | POR FEA | AUS SPR PO | AUS FEA PO | MYS SPR | MYS FEA | UAE SPR | UAE FEA | RSA SPR | RSA FEA | IDN SPR | IDN FEA | MEX SPR | MEX FEA | USA SPR | USA FEA | CHN SPR    | CHN FEA    | 12.      | 56   |
| 2006–07 | Csehország | NED SPR PO | NED FEA PO  | CZE SPR | CZE FEA | CHN SPR | CHN FEA | MYS SPR    | MYS FEA    | IDN SPR | IDN FEA | NZL SPR | NZL FEA | AUS SPR | AUS FEA | RSA SPR | RSA FEA | MEX SPR | MEX FEA | CHN SPR | CHN FEA | GBR SPR 13 | GBR FEA 15 | 12.      | 27   |

### Le Mans-i 24 órás autóverseny
| Év   | Csapat                | Autó                   | Csapattárs      | Csapattárs       | Helyezés |
| ---- | --------------------- | ---------------------- | --------------- | ---------------- | -------- |
| 2007 | Charouz Racing System | Lola B07/17            | Stefan Mücke    | Alex Yoong       | 8.       |
| 2008 | Charouz Racing System | Lola B08/60            | Stefan Mücke    | Tomáš Enge       | 9.       |
| 2009 | Aston Martin Racing   | Lola-Aston Martin LMP1 | Stefan Mücke    | Tomáš Enge       | 4.       |
| 2010 | OAK Racing            | Pescarolo 01-Judd      | Matthieu Lahaye | Guillaume Moreau | 2.       |
| 2011 | OAK Racing            | Pescarolo 01-Judd      | Nakano Sindzsi  | Nicolas de Crem  | 5.       |
| 2012 | ADR-Delta             | Oreca 03-Nissan        | John Martin     | Tor Graves       | 6.       |

### Teljes Formula Renault 3.5-ös eredménysorozata
| Év   | Csapat                 | 1        | 2         | 3       | 4        | 5        | 6        | 7        | 8        | 9        | 10       | 11       | 12       | 13       | 14       | 15       | 16       | 17       | Helyezés | Pont |
| ---- | ---------------------- | -------- | --------- | ------- | -------- | -------- | -------- | -------- | -------- | -------- | -------- | -------- | -------- | -------- | -------- | -------- | -------- | -------- | -------- | ---- |
| 2010 | P1 Motorsport          | ALC 1 Ki | ALC 2 DSQ | SPA 1 8 | SPA 2 9  | MON 1 14 | BRN 1 7  | BRN 2 11 | MAG 1 20 | MAG 2 17 | HUN 1 7  | HUN 2 21 | HOC 1 Ki | HOC 2 15 | SIL 1    | SIL 2    | CAT 1 Ki | CAT 2 8  | 18.      | 16   |
| 2011 | Gravity–Charouz Racing | ALC 1 17 | ALC 2 22  | SPA 1 8 | SPA 2 20 | MNZ 1 12 | MNZ 2 12 | MON 1 Ki | NÜR 1 21 | NÜR 2 17 | HUN 1 Ki | HUN 2 21 | SIL 1 14 | SIL 2 9  | LEC 1 Ki | LEC 2 Ki | CAT 1 8  | CAT 2 Ki | 25.      | 10   |

### Teljes Formula–1-es eredménysorozata
(Táblázat értelmezése)

(Félkövér: pole-pozícióból indult; dőlt: leggyorsabb kört futott) 

| Év   | Csapat          | 1   | 2   | 3   | 4   | 5   | 6   | 7   | 8   | 9   | 10  | 11  | 12  | 13  | 14  | 15  | 16  | 17  | 18  | 19     | Helyezés | Pont |
| ---- | --------------- | --- | --- | --- | --- | --- | --- | --- | --- | --- | --- | --- | --- | --- | --- | --- | --- | --- | --- | ------ | -------- | ---- |
| 2011 | Hispania Racing | AUS | MAL | CHN | TUR | ESP | MON | CAN | EUR | GBR | GER | HUN | BEL | ITA | SIN | JPN | KOR | IND | UAE | BRA Tp | -        | -    |